# Bojko-Bohrtürme

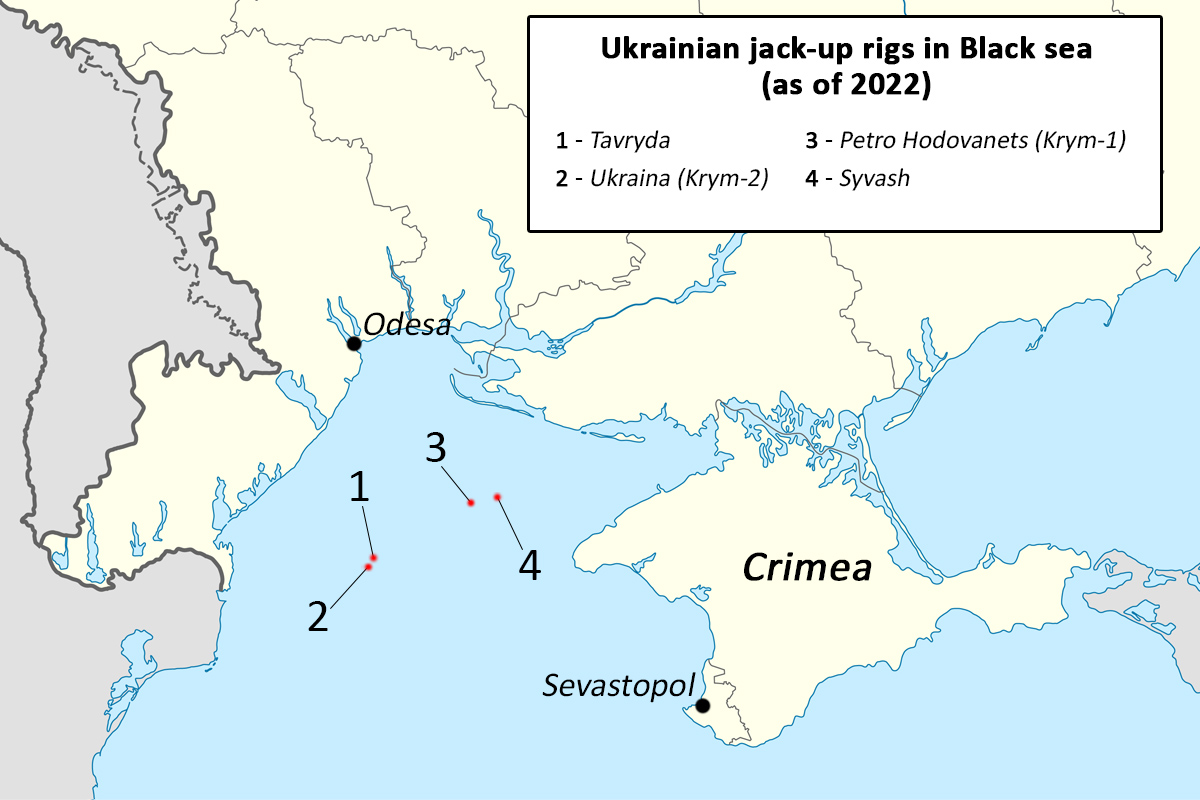
Ukrainische Bohrinseln im Schwarzen Meer

Die Bojko-Bohrtürme (auch Bojko-Bohrinseln) sind zwei Bohrinseln namens „Petro Hodowanez“ (IMO: 9522350) und „Ukrajina“ (IMO: 8771241) des Unternehmens Tschornomornaftogas für die Ausbeutung des Holitsynske Erdgasfeldes im Schwarzen Meer.
Die Bohrtürme, benannt nach dem ehemaligen Energieminister Jurij Bojko, befinden sich in internationalen Gewässern, wurden 2015 von Russland besetzt und mutmaßlich von Russland militärisch genutzt. Im September 2023 wurden die Bohrtürme vom ukrainischen Militär zurückerobert. Der Ukrainische Geheimdienst meldet am 6. Februar 2024 einen Angriff und die Zerstörung von "Schlüsseleinrichtungen", die durch Russland genutzt wurden. Am 10. August 2024 wurde gemeldet, dass die ukrainische Marine eine Gasplatform im Schwarzen Meer angegriffen hat. Im September 2024 erklärte die russische Regierung, dass der Versuch der Ukraine scheiterte, die Bohrinseln zu erobern. Die ukrainische Marine hat eigenen Angaben zufolge Anfang Dezember 2024 mehrere von Russland besetzte Ölplattformen vor der Küste der Halbinsel Krim im Schwarzen Meer angegriffen.